# VU87
VU87 era un programa de televisión diario de unos 15 minutos que se emitía en España en el canal Antena.Neox, (TDT de Antena 3 Televisión). Hasta la cancelación de la serie era el programa más longevo de Antena.Neox y probablemente de la TDT además de tener el pico de cuota de audiencia (share) de su canal (3,7% -a octubre de 2009-).
De formato y contenidos alternativos, VU87 estaba formado por dos partes - intercaladas - diferenciadas pero complementarias, la primera es una miniserie sobre una chica videoblogger (VU87) que muestra su vida y sus pensamientos a los espectadores y que comparte con ellos los vídeos que la gente envía a su web y que conforman la segunda parte de este programa, nutriéndose así de las creaciones audiovisuales que navegan por la red (cortos, animación, crónicas, microdocumentales, videoblogs, videoclips, frikadas...) por los cuales paga dinero a sus creadores. Se trata pues de un claro ejemplo del futuro de la televisión, la Televisión 3.0.
VU87 pretende ser un escaparate innovador de la expresión creativa que fluye por internet en el que los contenidos son aportados por los propios espectadores. La idea… Mejor en VU87 que en un cajón ¿no?.

## Nombre
VU87 es el nickname o nombre de guerra de su presentadora. Procede del nombre de la videoblogger Virginia RiezU y del año en el que dice que nació, 1987.

## Presentadora
Más que una presentadora VU87 es una conductora del programa que a modo de videoblogger muestra su día a día y da paso a una serie de piezas creativas enviadas por el público.

## Otros personajes
- Madre Divorciada del padre de VU, medio loca, medio estrafalaria, ha tenido rolletes y ahora se va a volver a casar. Con VU la relación es conflictiva.

- Padre Acaba de salir de la cárcel acusado de maltratar a la madre.

- Flip Es el hermano de VU. Gótico, amante de los cementerios y del mundo oscurillo. Ha estado en un internado porque no saben los padres que hacer muy bien con él. No se le ve hasta la 4.ª temporada.

- Fran El mejor amigo de VU. Es divertido y muy sensible.

- Laura Es la mejor amiga de VU. Ha estado conviviendo en la segunda temporada con ella y con Cristina, su novia.

- Cristina. Es la novia de Laura. Joven, celosa y con carácter. No le gustaba demasiado tener a VU en su casa.

- Jamar. El novio turco de VU. Trabaja con ella en un kebab. Se va a la India a encontrarse a sí mismo.

- Andrés Colaborador y amigo de VU, a quien ayuda a grabar. Tiene Síndrome de Down pero lo que de verdad le hace especial es que tiene poderes telepáticos con los que ver los sueños y leer los pensamientos de la gente. Siempre viste igual.

- Marga Compañera de universidad de VU. Es ecologista y feminista convencida.

- Alejandro Compañero de universidad de VU. Es bastante conservador y le encanta sacar de quicio a Marga.

- Marcos Profesor de universidad. Es el típico engreído que se cree irresistible a sus alumnas.

- Gurú Es el jefe de VU en la 4.ª temporada y su amigo a partir de entonces. Con una personalidad muy peculiar, atrayente y algo cambiante. ¿Producto de la imaginación de VU o verdaderamente su guía espiritual?

- Kevin Parece que su padre hubiera sido el mismísimo Nota de los hermanos Coen porque con su desapego a lo mundano y sus extraños conocimientos del mar hace que todos los que se le acercan se queden prendados de su personalidad.

- Latrini Poligonera y deslenguada es la compañera de camarote y amiga inseparable de VU en la 5.ª temporada. Juntas o separadas arrasan con todo lo que se les pone por delante en alta mar.

## Formato y secciones
A través de un formato típico de internet como es el videoblog, VU87 auna el espíritu de la red con la televisión convencional en lo que se denomina web 3.0 y televisión 3.0, dando así mayor sentido a la interactividad pretendida por la televisión digital.
Así en cada programa, VU87 nos muestra un día cualquiera en su vida a través de su cámara, webcam o teléfono móvil desde cualquier parte donde se encuentre y presentándonos a sus amigos, familiares, compañeros o cualquiera que se cruce en su camino de forma que pasan a ser personajes del programa.
Entre medio de la vida de VU, se intercalan piezas de creación enviadas por el público como cortometrajes, otros videoblogs, crónicas (de viajes, denuncias, libros, películas…), videoclips, animaciones y cualquier contenido distinto al de la mayoría de los programas de televisión.
También aparecen reflexiones (divertidas unas veces, sesudas otras) de la propia VU o Twitters de su público en forma de carteles luminosos por las calles de su ciudad.
En alguna de las esquinas de la pantalla aparece una barra de tiempo que va agotándose según va finalizando el programa, esta idea es a día de hoy única de este programa, ayudando así a saber en qué momento se encuentra el espectador respecto al programa.
Una curiosidad es que en cada programa aparece por un instante apenas perceptible una imagen que completa semanalmente un tema. Así por ejemplo una semana está dedicada a directores de cine españoles, otra a Star Wars, Doraemon, la copla, etc.

## Episodios
Cada capítulo tiene una duración de unos 15 minutos (menos en la primera temporada que duraban unos 10 minutos) y su emisión es diaria de madrugada de lunes a domingo con capítulos nuevos de lunes a viernes de los que uno es elegido para repetirse el fin de semana. El capítulo del domingo es un compendio de las historias de VU de la semana.

## Temporadas
- Primera temporada (01/10/07 al 30/12/07): VU87 desde su casa, un bar con wifi o su lavandería habitual habla a los espectadores a través de su cámara, su webcam o su móvil de todo lo que se va encontrando en su navegar por la red y les cuenta algunas cosas que se le pasan por la cabeza, además de invitar a alguno de sus amigos y familiares a compartir con ella su programa. Todo esto intercalado entre las piezas de creación audiovisual que le envían sus telespectadores, esto es así en todas las temporadas.

- Segunda temporada (14/04/08 al 13/07/08): Se incorporan nuevos "personajes" y lugares a sus videopost habituales. De repente su vida personal pasa a un primer plano, empieza a parecer una serie al uso.

- Tercera temporada (13/10/08 al 30/11/08): La realidad supera a la ficción, su vida ahora sí que parece una serie de televisión. Andrés, su fan número uno, le ayuda con sus videopost llevándole la cámara y parece tener la capacidad o el poder de leer los pensamientos de la gente y de grabar los sueños de VU87; tiene síndrome de down pero nadie le da importancia. Muere su amigo Fran de una forma un tanto extraña y VU tratará de averiguar como.

- Cuarta temporada (13/04/09 al 31/05/09): Nuevos elementos narrativos y sobre todo nuevas tramas en las que el misterio, lo espiritual e incluso lo terrorífico pasan a formar parte fundamental. VU a través de los poderes telepáticos de Andrés ve una puerta por la que colarse en las mentes de las personas, lo que le creará conflictos internos y algún que otro problema. Números musicales un tanto surrealistas, experimentos visuales que VU va descubriendo gracias a su continuo aprendizaje de lo audiovisual y lugares irreales… hacen que junto a la aparición del Gurú, todo vaya conformando una auténtica miniserie ¿de ficción?

- Quinta temporada (02/11/09 al 09/12/09): VU87 se va de crucero pasando de todos los marrones de su vida. No huye, va hacia adelante y en ese camino se encuentra con Latrini y con Kevin… juntos o revueltos hacen la tortilla más divertida de todas las temporadas. El Gurú sigue con sus apariciones estelares.

### Cancelación de la serie
El 13 de febrero de 2011 Virginia Riezu comunica a sus espectadores que, habiendo emitido la quinta temporada, el programa por el momento «no va a continuar». Aun así se pueden ver los programas en la web, y en Antena.Neox de madrugada.